# Saint-Vincent-de-Barrès
 Saint-Vincent-de-Barrès  es una población y comuna francesa, ubicada en la región de Ródano-Alpes, departamento de Ardèche, en el distrito de Privas y cantón de Rochemaure.

## Demografía
| 393 | 360 | 314 | 330 | 524 | 605 |
| Para los censos de 1962 a 1999 la población legal corresponde a la población sin duplicidades (Fuente: INSEE [Consultar]) |     |     |     |     |     |